# فيفيان هونغ
فيفيان هونغ (بالصينية: 江旻憓) هي مبارزة بالسيف صينية، ولدت في 8 فبراير 1994 في فانكوفر في كندا.

## وصلات خارجية
- فيفيان هونغ على موقع الاتحاد الدولي للمبارزة (الإنجليزية)
- فيفيان هونغ على موقع اللجنة الأولمبية الدولية (الإنجليزية)
- فيفيان هونغ على موقع أوليمبيديا (الإنجليزية)